# Teatro medievale

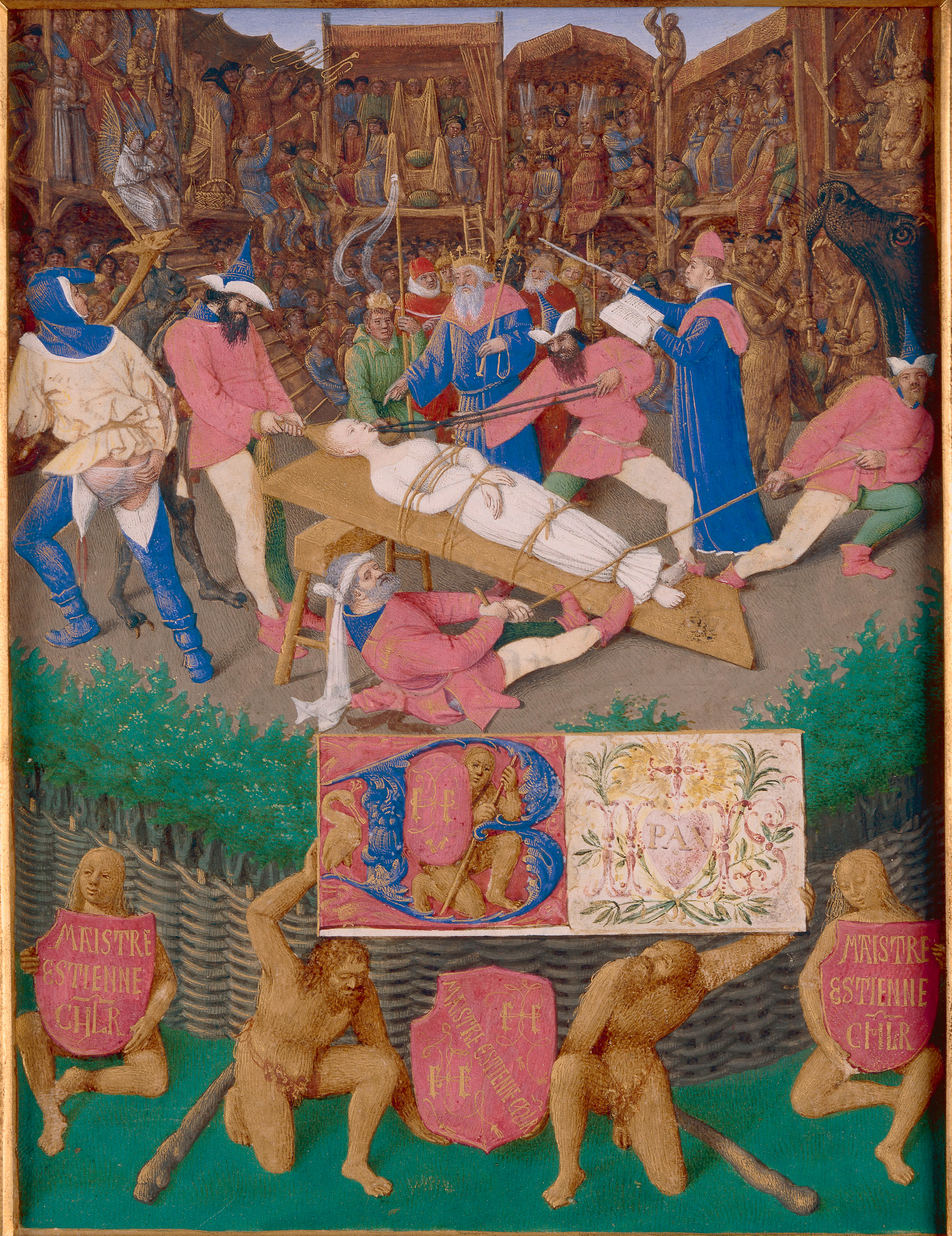
Jean Fouquet, il Martirio di Santa Apollonia

Il teatro medievale comprende la rappresentazione teatrale nel periodo compreso tra la caduta dell'Impero romano d'Occidente nel V secolo e l'inizio del Rinascimento, approssimativamente nel XV secolo. Il primo luogo scenico del teatro medievale del quale ci sono giunte notizie è la chiesa. Probabilmente al di fuori dell'ambito liturgico e religioso esistevano antiche forme di spettacolo parateatrale che servirono d'ispirazione alle rappresentazioni liturgiche ma che sono andate perse. Durante le funzioni religiose, si cominciò a mettere in scena i passi del vangelo commentati dal sacerdote. Queste rappresentazioni assunsero in seguito una propria autonomia, spostandosi infine in luoghi esterni agli edifici religiosi. Quindi gli aspetti fondamentali del teatro medioevale che sono arrivati a noi furono la drammatizzazione, i motivi teatrali religiosi, una componente liturgica e didattica e uno sviluppo di una forma drammatica in volgare. Comunque il fatto che ad oggi siano conosciute solo le forme drammatiche antiche legate alla liturgia religiosa può essere dovuto ad un fattore culturale, in quanto le forme strettamente popolari, se esistenti, sarebbero appartenute all'ambito dell'oralità, e quindi contrariamente alle forme religiose, legate alla cultura alta, letterale e scritta, non avrebbero lasciato traccia.
Le cerimonie liturgiche comprendevano aspetti della drammatizzazione teatrale: dialogo, musica, utilizzazione di elementi scenografici, per cui si può parlare di drammi liturgici (specie in occasione del Natale). In Francia, dapprima in occasione delle Ceneri, si rappresentavano i Misteri (sacra rappresentazione), strutturati in cicli di episodi biblici (il più antico è il Mistero d'Adamo, scritto nel XII secolo, opera di un anonimo anglo-normanno). In Italia dalla lauda lirica nacque la lauda drammatica, nella quale l'autore dava voce direttamente ai suoi personaggi. Uno dei soggetti più frequenti era la Passione di Cristo e la sofferenza della Vergine e dei santi. Jacopone da Todi fu autore anche di laude drammatiche.
A causa della scarsa presenza di documenti e testi superstiti, del basso livello di alfabetizzazione nella popolazione generale e dell'opposizione del clero, ci sono poche fonti superstiti del periodo altomedievale e pienomedievale. Tuttavia, nel Basso Medioevo, le esibizioni iniziarono a diventare più secolarizzate; sopravvive un numero maggiore di documenti.

## Transizione da Roma, 500-900 d.C.
Mentre l'Impero romano d'Occidente cadeva in grave decadenza nel IV e V secolo d.C., la sede del potere romano si spostò a Costantinopoli e nell'Impero romano d'Oriente, in seguito chiamato Impero Bizantino. Mentre le prove sopravvissute sul teatro bizantino sono scarse, i documenti esistenti mostrano che il mimo, la pantomima, le scene o le recitazioni di tragedie e commedie, le danze e altri spettacoli erano molto popolari. Costantinopoli aveva due teatri che erano in uso fino al V secolo d.C. Tuttavia, la vera importanza dei Bizantini nella storia teatrale è la loro conservazione di molti testi classici greci e la compilazione di un'enorme enciclopedia chiamata Suda, da cui deriva una grande quantità di informazioni contemporanee sul teatro greco. Nel VI secolo, l'imperatore Giustiniano chiuse definitivamente i teatri.
I teatri erano considerati da molti una minaccia diabolica per il cristianesimo, soprattutto perché i nuovi convertiti continuavano a frequentarli. I padri della Chiesa come Taziano, Tertulliano e Agostino caratterizzarono il palcoscenico come uno strumento di corruzione, mentre la recitazione era considerata peccaminosa perché la sua imitazione della vita era considerata una presa in giro della creazione di Dio. Agli attori romani era proibito avere contatti con donne cristiane, possedere schiavi o indossare oro. Furono ufficialmente scomunicati, negati i sacramenti, inclusi matrimonio e sepoltura, e furono diffamati in tutta Europa. Per molti secoli successivi, i chierici furono ammoniti a non consentire agli attori itineranti di esibirsi nella loro giurisdizione. 
Roswitha di Gandersheim (c. 935–973), una canonichessa aristocratica e storica della Germania settentrionale, scrisse sei opere teatrali modellate sulle commedie di Terenzio ma utilizzando soggetti religiosi nel X secolo. Queste sei opere teatrali sono le prime opere teatrali note composte da una drammaturga e le prime opere drammatiche occidentali identificabili dell'era post-classica. Per prevenire le critiche della Chiesa, Roswitha dichiarò che cercava di imitare le azioni "lodevoli" delle donne nelle opere teatrali di Terenzio e scartare quelle "sfacciate". Furono pubblicate per la prima volta nel 1501 ed ebbero una notevole influenza nel XVI secolo. Un'altra suora che scrisse opere teatrali fu la badessa Ildegarda di Bingen (m. 1179), che scrisse un dramma chiamato Ordo Virtutum nel 1155.

## Teatro altomedievale

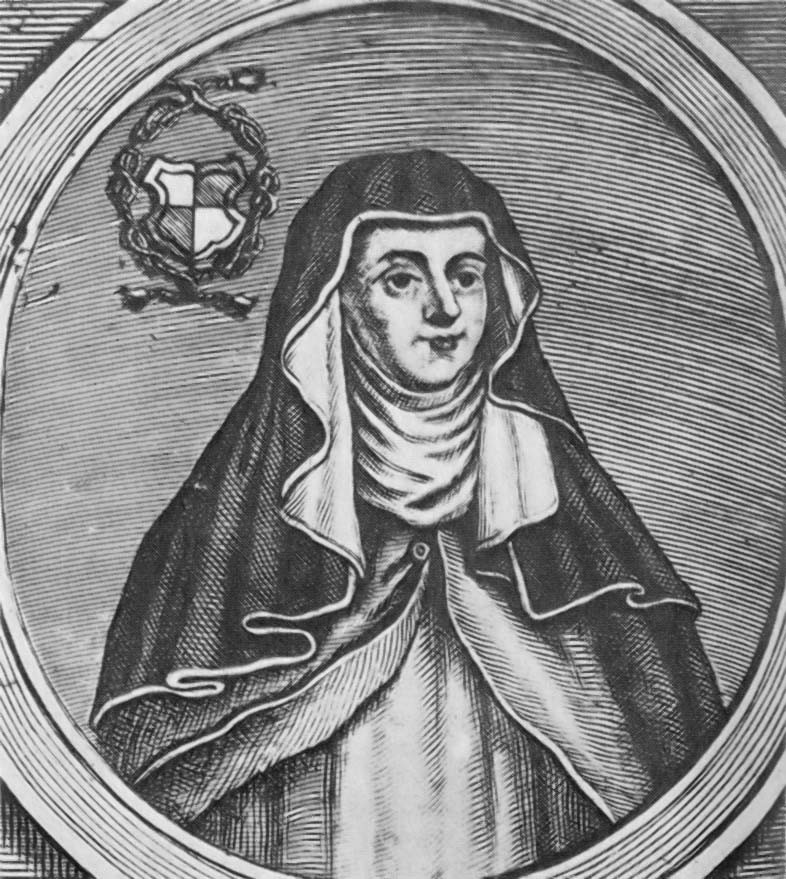
Roswitha di Gandersheim, la prima drammaturga dell'era post-classica

Di fronte al problema di spiegare una nuova religione a una popolazione in gran parte analfabeta, le chiese dell'Alto Medioevo iniziarono a mettere in scena versioni drammatizzate di particolari eventi biblici in giorni specifici dell'anno. Le drammatizzazioni furono incluse per ravvivare le celebrazioni annuali. Oggetti e azioni simboliche (paramenti, altari, incensieri e pantomima eseguita dai sacerdoti) ricordavano gli eventi che il rituale cristiano celebra. Il tropo pasquale "Chi cercate" (Quem-Quaeritis), risalente a circa il 925, è un esempio di esecuzione degli eventi che circondano la tomba vuota di Cristo. Il testo fu cantato in risposta da due gruppi e non fu considerato "recitazione" nel senso di imitazione. Tra il 965 e il 975, Æthelwold di Winchester compose la Regularis Concordia (Accordo monastico) che contiene una commedia completa di istruzioni per l'esecuzione. 
L'opera teatrale pagana anonima Querolus, scritta intorno al 420, fu adattata nel XII secolo da Vitale di Blois. Altre opere teatrali latine profane, come Babio, furono scritte anch'esse nel XII secolo, principalmente in Francia ma anche in Inghilterra. È anche noto che mimi, menestrelli, bardi, cantastorie e giocolieri viaggiavano alla ricerca di nuovi pubblici e sostegno finanziario. Non si sa molto del repertorio di questi artisti. Una delle opere teatrali profane più famose è il musical Jeu de Robin et Marion, scritto da Adam de la Halle nel XIII secolo, che è completamente disposto nel manoscritto originale con versi, notazione musicale e miniature nei margini che raffigurano gli attori in movimento. Adam scrisse anche altre opere teatrali.

## Teatro bassomedievale

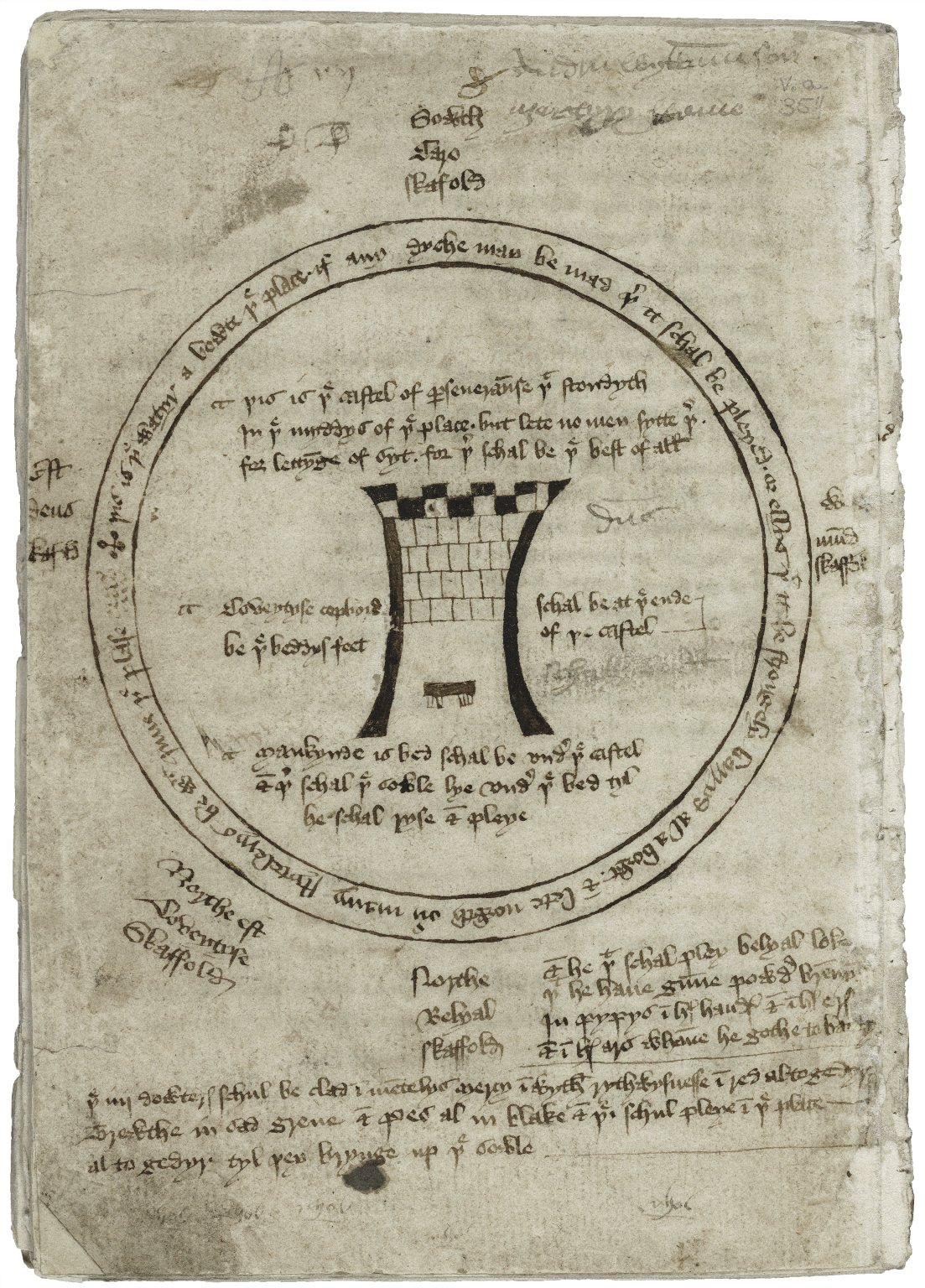
Disegno di scena tratto dall'opera teatrale in volgare del XV secolo, The Castle of Perseverance (come citato nel Macro Manuscript)

La rappresentazione di opere religiose fuori dalla chiesa iniziò nel XII secolo attraverso un processo tradizionalmente accettato di fusione di drammi più brevi in opere più lunghe, che venivano poi tradotte in volgare e rappresentate da laici, e quindi accessibili a un segmento più ampio della società, inclusa la classe operaia. L'uso del volgare consentiva al dramma di essere compreso e apprezzato da un pubblico più vasto. Le jeu d'Adam (1150) dà credito a questa teoria, poiché la sua dettagliata didascalia suggerisce che fu messo in scena all'aperto. Sono sopravvissute numerose altre opere teatrali del periodo, tra cui La Seinte Resurrection (normanna), The Play of the Magi Kings (spagnola) e Sponsus (francese).
La festa dei folli fu particolarmente importante nello sviluppo della commedia. La festa capovolse lo status del clero minore e gli permise di ridicolizzare i propri superiori e la routine della vita della chiesa. A volte venivano messe in scena delle opere teatrali come parte dell'occasione, e una certa quantità di burlesque e commedia potrebbe essere entrata nel dramma liturgico come risultato della sua influenza.
I cambiamenti economici e politici nell'Alto Medioevo portarono alla formazione di corporazioni e alla crescita delle città, e questo avrebbe portato a cambiamenti significativi per il teatro a partire da questo periodo e continuando fino al Basso Medioevo. Le corporazioni commerciali iniziarono a mettere in scena opere teatrali, solitamente basate sulla religione e spesso incentrate su una storia biblica che faceva riferimento alla loro professione. Ad esempio, una corporazione di fornai avrebbe messo in scena una rievocazione dell'Ultima Cena. Nelle isole britanniche, le opere teatrali furono prodotte in circa 127 città diverse durante il Medioevo. Queste "opere misteriche" in volgare furono scritte in cicli di un gran numero di opere teatrali: York (48 opere teatrali), Chester (24), Wakefield (32) e Unknown (42). Un numero maggiore di opere teatrali sopravvive dalla Francia e dalla Germania in questo periodo, e alcuni tipi di drammi religiosi furono rappresentati in quasi tutti i paesi europei nel Basso Medioevo. Molte di queste opere teatrali contenevano commedie, diavoli, cattivi e pagliacci.
La maggior parte degli attori di queste opere teatrali proveniva dalla popolazione locale. Ad esempio, a Valenciennes nel 1547, più di 100 ruoli furono assegnati a 72 attori. Le opere teatrali venivano messe in scena su palchi di carri da parata, che erano piattaforme montate su ruote utilizzate per spostare le scenografie. Consentivano bruschi cambiamenti di location. Spesso fornendo i propri costumi, gli artisti dilettanti in Inghilterra erano esclusivamente uomini, ma altri paesi avevano interpreti donne.
I morality plays emersero come una forma drammatica distinta intorno al 1400 e prosperarono fino al 1550. Un esempio notevole è The Castle of Perseverance che raffigura il progresso dell'umanità dalla nascita alla morte. Sebbene Everyman possa essere il più noto di questo genere, è atipico per molti versi. 
Il primo dramma secolare è The Play of the Greenwood di Adam de la Halle del 1276. Contiene scene satiriche e materiale popolare come fate e altri eventi soprannaturali. Anche le farse aumentarono notevolmente di popolarità dopo il XIII secolo. La maggior parte di queste opere teatrali proviene da Francia e Germania e sono simili nel tono e nella forma, enfatizzando il sesso e le escrezioni corporee. Il più noto drammaturgo di farse è Hans Sachs (1494–1576), che scrisse 198 opere drammatiche. In Inghilterra, The Second Shepherds' Play del ciclo di Wakefield è la farsa antica più nota. Tuttavia, la farsa non apparve in modo indipendente in Inghilterra fino al XVI secolo con l'opera di John Heywood (1497–1580).
Un precursore significativo dello sviluppo del dramma elisabettiano furono le camere di retorica nei Paesi Bassi. Enrico VII mantenne entrambe piccole compagnie di attori professionisti. Le loro opere venivano rappresentate nella grande sala della residenza di un nobile, spesso con una piattaforma rialzata a un'estremità per il pubblico e uno "schermo" all'altra per gli attori. Importanti erano anche le commedie dei mimi, rappresentate durante il periodo natalizio, e le maschere di corte. Queste maschere erano particolarmente popolari durante il regno di Enrico VIII, che fece costruire una casa di feste e istituì un ufficio di feste nel 1545.

## Il giullare

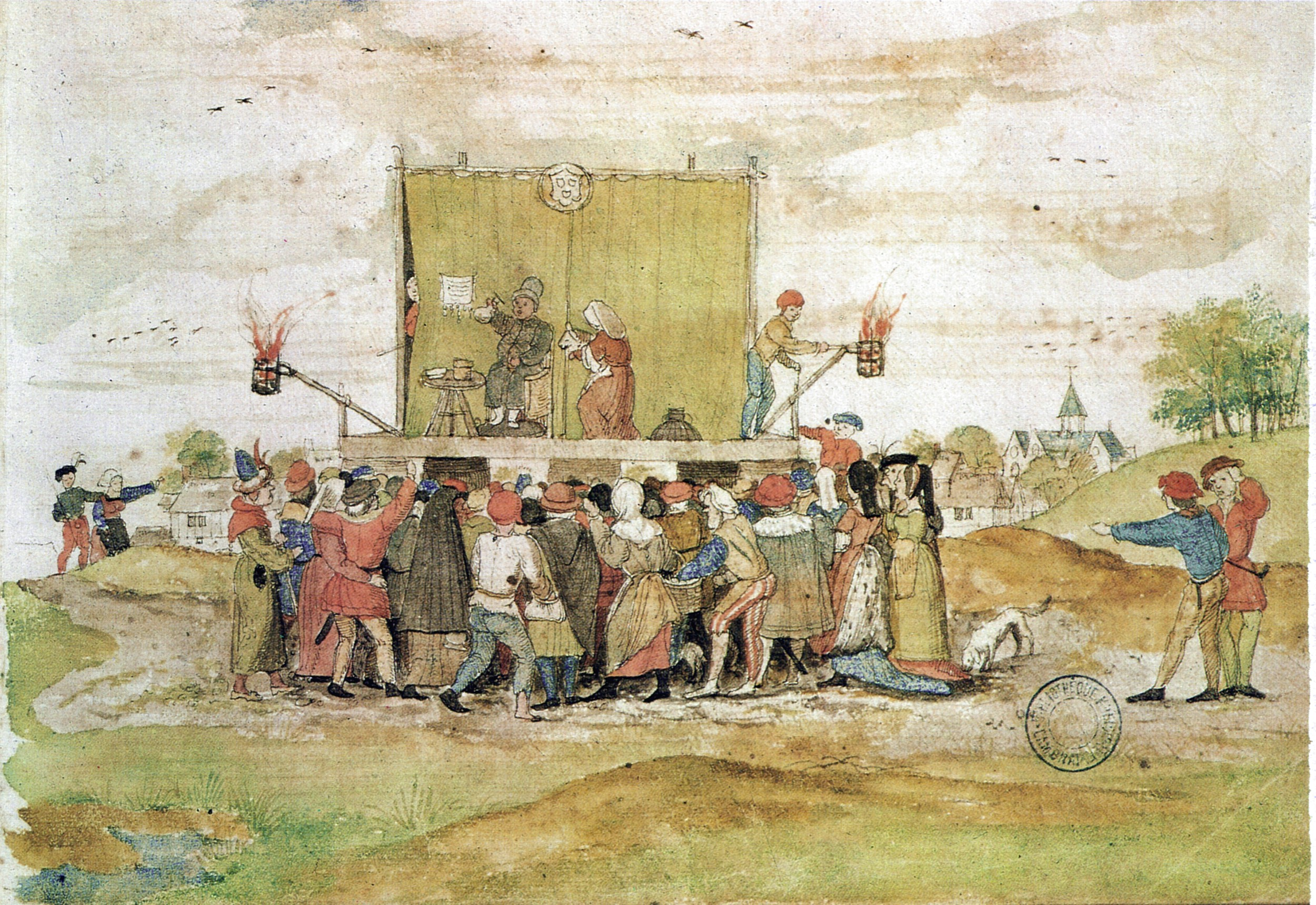
Spettacolo di piazza medievale: durante l'esibizione, dei ladri approfittano della distrazione degli spettatori per derubarli

Il giullare, figura emblematica del teatro medievale, è a tutti gli effetti un attore professionista, si guadagna cioè da vivere divertendo il popolo nelle piazze od allietando i banchetti, le nozze, i festini e le veglie. Prima che prevalesse il termine generico "Giullare" (da latino Joculator), tali attori venivano chiamati con appellativi specifici che designavano ogni interprete secondo i loro campi d'azione. C'erano i saltatores (saltimbanchi), i balatrones (ballerini) i bufones (comici) e persino i divini (gli indovini) ed ancora trampolisti, vomitatori di amene scurrilità, acrobati. Alcuni di loro agivano sulla pubblica piazza, alcuni nelle corti dei grandi signori; cantavano ai pellegrini le vite degli eroi e dei santi, oppure si potevano trovare nelle taverne ad incitare il pubblico. La Chiesa li condannava perché rei di possedere le capacità di trasformare il loro corpo e la loro espressione, andando così contro natura e quindi contro la volontà di Dio creatore (soprattutto dopo la formazione dell'associazione di giullari fatta a Parigi nel 1332 al quale presero parte anche le giullaresse), perché girovaghi e conoscitori del mondo e per questo ragionevolmente irridenti nei confronti delle regole monastiche. Le cose però cambiarono quando gli spettacoli dei mimi e dei giullari vennero messi per iscritto e la Chiesa iniziò a conservarli e contemporaneamente tramutò le feste pagane, legate ai giullari, in feste proprie dette paraliturgiche.
Inizialmente l'immagine del buffone è uniformata a quella del giullare, ma esiste una differenza, anche se minima, tra i due. Nel tempo si creò una distinzione netta tra buffone e giullare, quest'ultimo creatore di versi al contrario del primo che si limitava all'interpretazione (anche di musiche) altrui.
Ricollegandosi necessariamente ad alcune fonti storiche della Spagna medievale, segnatamente in Castiglia tra il XIII e il XIV secolo, vi è un aneddoto significativo. Sappiamo che i giullari percorrevano preferibilmente le strade che conducono alle tre città sante: Roma, Gerusalemme e Santiago di Compostela; sebbene la mèta fosse una di quelle città, lo scopo del giullare era quello di poetare, divulgare notizie, suonare e cantare versi a quanti più pellegrini possibile, affinché questi, ritornando nei rispettivi paesi, potessero a loro volta divulgare le parole dei giullari.
Percorrendo il “Camino de Santiago”, Giraldo Riquier, giullare spagnolo, giunse in Castiglia alla corte del Re e, spavaldo, fece al sovrano una richiesta precisa: essere riconosciuto come giullare - distinto dai buffoni - ed ottenere una “patente”. Quando il Re volle sapere il motivo di questa curiosa richiesta, Riquier rispose che i buffoni erano soltanto esecutori di opere altrui, mentre egli era un trovatore, cioè un artista colto che trovava e creava da sé musiche e versi originali. Il Re accolse la richiesta e Gerardo Riquier ottenne la sua “patente”, creando una divisione di significato tra giullari e buffoni.